# Дітріх Гірсберг
Дітріх Гірсберг (нім. Dietrich Giersberg; 26 листопада 1917, Берлін — 24 травня 2004) — німецький офіцер-підводник, капітан-лейтенант крігсмаріне.

## Біографія
1 квітня 1937 року вступив на флот. З серпня 1939 року — 2-й вахтовий офіцер на торпедному катері T-108. З вересня 1939 року — командир взводу 2-го дивізіону корабельних гармат. З березня 1940 року — ад'ютант в 1-й флотилії торпедних катерів. З серпня 1941 року — командир роти з вивчення конструкції кораблів 3-ї флотилії торпедних катерів. З вересня 1941 по березень 1942 року пройшов курс підводника. З березня 1942 року — 1-й вахтовий офіцер на підводному човні U-155. У вересні-листопаді 1942 року пройшов курс командира човна. З 18 листопада 1942 року — командир U-419. 13 вересня 1943 року вийшов у свій перший і останній похід. 8 жовтня U-419 був потоплений в Північній Атлантиці південно-східніше мису Фарвель (56°31′ пн. ш. 27°05′ зх. д.) глибинними бомбами британського бомбардувальника «Ліберейтор». 48 членів екіпажу загинули, вцілів лише Гірсберг, який відбувся зламаною ногою і був взятий в полон. В грудні 1947 року звільнений.

## Звання
- Кандидат в офіцери (3 квітня 1937)
- Морський кадет (21 вересня 1937)
- Фенріх-цур-зее (1 травня 1938)
- Оберфенріх-цур-зее (1 липня 1939)
- Лейтенант-цур-зее (1 серпня 1939)
- Оберлейтенант-цур-зее (1 вересня 1941)
- Капітан-лейтенант (1 квітня 1944)